# Jozef Gönci
Jozef Gönci, né le 18 mars 1974 à Košice, est un tireur sportif slovaque. 

## Carrière
Jozef Gönci participe aux Jeux olympiques de 1996 à Atlanta où il remporte la médaille de bronze dans l'épreuve de la carabine 50 mètres tir couché. Lors des Tir aux Jeux olympiques d'été de 2004, il remporte la médaille de bronze dans l'épreuve de la carabine 10 mètres.